# Gyoji Matsumoto
Gyoji Matsumoto (født 13. august 1934 - 2. september 2019) var en japansk fodboldspiller.

## Japans fodboldlandshold
| Japans landshold | Japans landshold | Japans landshold |
| År               | Kmp              | Mål              |
| ---------------- | ---------------- | ---------------- |
| 1958             | 1                | 0                |
| Total            | 1                | 0                |